# Lingenfeld
Lingenfeld är en kommun och ort i Landkreis Germersheim i förbundslandet Rheinland-Pfalz i Tyskland.  Lingenfeld, som för första gången nämns i ett dokument från år 1063, har cirka 5 900 invånare.
Kommunen ingår i kommunalförbundet Verbandsgemeinde Lingenfeld tillsammans med ytterligare fem kommuner.